# Derek John Christopher Byrne
Derek John Christopher Byrne SPS (* 17. Januar 1948 in Dublin) ist ein irischer Ordensgeistlicher und emeritierter römisch-katholischer Bischof von Primavera do Leste-Paranatinga.

## Leben
Derek John Christopher Byrne trat der Ordensgemeinschaft der St. Patrick’s Gesellschaft für auswärtige Missionen bei, legte am 1. Oktober 1969 die Profess ab und empfing am 9. Juni 1973 die Priesterweihe.
Papst Benedikt XVI. ernannte ihn am 24. Dezember 2008 zum Bischof von Guiratinga. Die Bischofsweihe spendete ihm der Erzbischof von Cuiabá, Mílton Antônio dos Santos SDB, am 22. März des nächsten Jahres; Mitkonsekratoren waren Richard Anthony Burke SPS, Erzbischof von Benin City, und Neri José Tondello, Bischof von Juína.
Mit der Aufteilung des Bistums Guiratinga und der Verbindung von Gebietsanteilen mit der Territorialprälatur Paranatinga zum Bistum Primavera do Leste-Paranatinga am 25. Juni 2014 wurde er zu dessen erstem Bischof ernannt.
Am 7. Juni 2023 nahm Papst Franziskus das von Derek John Christopher Byrne aus Altersgründen vorgebrachte Rücktrittsgesuch an.